# Superkubak Belarusi 2013
La Superkubak Belarusi 2013 è stata la 4ª edizione di tale competizione. Si è disputata il 17 marzo 2013 a Minsk. La sfida ha visto contrapposte il BATE, vincitore della Vyšėjšaja Liha 2012 e il Naftan, trionfatore nella Kubak Belarusi 2011-2012
Per la terza volta nella propria storia, grazie ad un parziale di 1-0, il BATE si è aggiudicato il trofeo.

## Tabellino
| Arbitro: | Denis Scherbakov (Hrodna) |

|  |           |               |
|  | Marcatori | 90+3’ Sivakoŭ |